# Dąbrowa Rzeczycka
Dąbrowa Rzeczycka – wieś w Polsce położona w województwie podkarpackim, w powiecie stalowowolskim, w gminie Radomyśl nad Sanem. W latach 1975–1998 miejscowość administracyjnie należała do województwa tarnobrzeskiego.
| SIMC    | Nazwa        | Rodzaj    |
| ------- | ------------ | --------- |
| 0804810 | Górka        | część wsi |
| 0804827 | Nad Jeziorem | część wsi |
| 0804833 | Tracze       | część wsi |

## Pochodzenie nazwy
Etymologia tej nazwy świadczy jednoznacznie, że wieś założono na karczowisku dębowego lasu. Do dzisiaj na obrzeżach wsi rosną stare dęby.

## Historia
Pierwsza wzmianka o wsi pochodzi z lat 1658–1659. Jej założycielem był Aleksander Grodzki (ur. ? zm. 1667) właściciel większości wsi na Posaniu. W 1772 roku Dąbrowa Rzeczycka znalazła się w zaborze austriackim, to właśnie w Dąbrowie Rzeczyckiej znajdowało się przejście graniczne pomiędzy Austrią, a najpierw Rzecząpospolitą, później Księstwem Warszawskim i Kongresówką.
W 1723 r. stała się częścią rozległego klucza długorzeczyckiego Lubomirskich utworzonego przez Jerzego Ignacego Lubomirskiego.
Według danych kościelnych w 1785 roku miała 114 mieszkańców, natomiast metryki józefińskie wykazały tu pod koniec XVIII wieku 28 poddanych (10 półrolników 7 zagrodników i 11 komorników) Spis galicyjski z 1900 roku wymieniał w Dąbrowie Rzeczyckiej 50 domów i 293 mieszkańców, w tym 13 Żydów. W drugiej połowie XIX wieku tutejsza gmina prowadziła własną kasę zapomogowo-pożyczkową, dysponującą w 1896 roku kapitałem 1809 zł. W 1909 roku gmina uruchomiła szkółkę zimową zatrudniając nauczyciela opłacanego w zbożu. Dwa lata później zaczęła już funkcjonować 1-klasowa szkoła etatowa z nauczycielem Adamem Gorczycą. W okresie międzywojennym jej kierownikiem był Józef Iżycki.
W czasie działań wojennych w latach 1914–1915, w Dąbrowie Rzeczyckiej zniszczonych zostało kilkanaście gospodarstw. Przed I wojną światową powstały tu 3 tartaki parowe. Największy założył w 1910 roku Zygmunt Szmalawski. Produkował dla firmy krakowskiej „Saja Gutter – Handel drzewem”. W 1919 roku uruchomiła go Centrala – Państwowe Zakłady Drzewne Rozwadów – Kępa. Po pożarze został odbudowany naprzeciwko dworca kolejowego w Kępie Rzeczyckiej. Stał się wówczas własnością żydowskiej rodziny Liebeshindów i nazywany był popularnie „Leplówką”. Tartak ten stał się znany w okolicy z racji działającego tu prokomunistycznego Związku Zawodowego Pracowników Przemysłu Drzewnego, organizującego częste akcje strajkowe. Działała w nim również komórka PPS, z Andrzejem Warchołem.
W latach 1918–1919 uruchomiona została kolejka parowa dostarczająca drewno z okolicznych lasów. Przy jej budowie zatrudnieni byli jeńcy rosyjscy i włoscy, z których wielu osiadło tu na stałe. Spis powszechny z 1921 roku wymieniał w Dąbrowie Rzeczyckiej 68 domówi 428 mieszkańców. Nie było już Żydów, ale 33 ankietowanych podało narodowość ruską, wyznanie greckokatolickie, a 4 narodowość niemiecką.
Po I wojnie światowej Dąbrowa Rzeczycka znalazła się w granicach II Rzeczypospolitej w województwie lwowskim w powiecie tarnobrzeskim w gminie Charzewice.
W okresie okupacji wieś została objęta konspiracją ZWZ/AK. Od po łowy 1943 roku tutejszy pluton bojowy, liczący około 20 ludzi podlegał formalnie placówce „Wisła – San”. Tworzyli go mieszkańcy Dąbrowy, Kępy i Woli Rzeczyckiej, a jego dowódcą był ukrywający się tu szef łączności niżańskiego obwodu AK, por. Marian Dziubiński „Wilczur”, zamordowany w 1944 roku przez NKWD.
Przez prawie 2 i pół roku ukrywał się w Dąbrowie Rzeczyckiej wraz ze swoimi rodzicami Józef Lewinkopf – Jerzy Kosiński, późniejszy autor wielu głośnych książek. W powieści „Malowany ptak” przedstawił fikcyjną rzeczywistość, szkalując mieszkańców Dąbrowy Rzeczyckiej i okolicznych wsi, którym bardzo dużo zawdzięczał. Topografia miejscowości oraz jej mieszkańcy byli częściowo inspiracją jego powieści Malowany Ptak. Powieść jest jednak fikcją literacką i brutalne wydarzenia z udziałem lokalnej ludności, a opisane w książce przez rzekomo tułającego się samotnego chłopca, nie miały miejsca. Kilkuletni Jerzy Kosiński w rzeczywistości mieszkał w Dąbrowie Rzeczyckiej z rodzicami u Andrzeja Warchoła. Rodzinie udało się przetrwać Szoa, dzięki pomocy i usługom mieszkańców wsi oraz zdolnościom organizacyjnym ojca pisarza co opisała w swojej książce Czarny ptasior, Joanna Siedlecka.
Podczas II wojny światowej Dąbrowa Rzeczycka nie została spacyfikowana. Po wojnie wieś znalazła się w województwie rzeszowskim następnie w tarnobrzeskim, a obecnie w podkarpackim.

## Położenie i natura
Dąbrowa Rzeczycka leży na nizinnych terenach w dolinie Sanu. Od północy i południa wieś ograniczona jest bagnami na których występuje wiele gatunków zwierząt, szczególnie ptaków. Wieś położona jest również obok kompleksu leśnego Lasy Lipskie.

## Tartak
Na początku XX wieku utworzono w Dąbrowie Rzeczyckiej tartak. Był on bardzo nowoczesny i zmechanizowany. Był to najnowocześniejszy zakład drzewny w Galicji; został spalony przez Niemców w 1939 roku. Do dzisiaj zachował się fragment fundamentu podstawy do piły. W zachowanym budynku administracyjnym tartaku, w okresie okupacji mieścił się skup magazyn zboża kontyngentowego, a następnie szkoła podstawowa.

## Transport
Dąbrowa Rzeczycka to ważny węzeł komunikacyjny. Krzyżują się tu drogi prowadzące ze Stalowej Woli na Annopol oraz ze Stalowej Woli na Lublin. Przez Dąbrowę Rzeczycką biegnie również linia kolejowa nr 68 Stalowa Wola – Kraśnik.